# João Moura (político)
João Manuel Moura Rodrigues (8 de julho de 1971) é um deputado e político português. Ele é deputado à Assembleia da República na XIV legislatura pelo Partido Social Democrata. Tem uma licenciatura em Engenharia Agro-pecuária e um MBA em Gestão de Empresas.